# Rajd Cypru 1989
Rajd Cypru 1989 (17. Rothmans Cyprus Rally) – 17 edycja rajdu samochodowego Rajd Cypru rozgrywanego na Cyprze. Rozgrywany był od 22 do 24 września 1989 roku. Była to trzydziesta ósma runda Rajdowych Mistrzostw Europy w roku 1989 (rajd miał najwyższy współczynnik - 20) oraz szósta runda Rajdowych Mistrzostw Cypru.

## Klasyfikacja rajdu
| Miejsce                      | Kierowca                     | Pilot                        | Samochód                     | Czas                         | Strata                       |                              |
| Klasyfikacja generalna i ERC | Klasyfikacja generalna i ERC | Klasyfikacja generalna i ERC | Klasyfikacja generalna i ERC | Klasyfikacja generalna i ERC | Klasyfikacja generalna i ERC | Klasyfikacja generalna i ERC |
| ---------------------------- | ---------------------------- | ---------------------------- | ---------------------------- | ---------------------------- | ---------------------------- | ---------------------------- |
| 1.                           | Yves Loubet                  | Jean-Marc Andrié             | Lancia Delta Integrale       | 6:35:37                      | 0.0                          |                              |
| 2.                           | Fabrizio Tabaton             | Luciano Tedeschini           | Lancia Delta Integrale       | 6:35:50                      | +13                          |                              |
| 3.                           | Fabio Arletti                | Leonardo Julli               | Lancia Delta Integrale       | 6:44:51                      | +9:14                        |                              |
| 4.                           | Dimi Mavropoulos             | Nikos Antoniades             | Audi Coupé Quattro           | 6:52:26                      | +16:49                       |                              |
| 5.                           | Jean-Pierre van de Wauwer    | Luc Manset                   | Ford Sierra XR 4x4           | 7:00:02                      | +24:25                       |                              |
| 6.                           | Antonis Ieropoulos           | Michalakis Michael           | Nissan 200SX                 | 7:07:36                      | +31:59                       |                              |
| 7.                           | Christian Hacker             | Nicos Panayides              | Volkswagen Golf GTi 16V      | 7:13:47                      | +38:10                       |                              |
| 8.                           | Antonis Michaelides          | Giorgos Laos                 | Mazda 323 4WD                | 7:15:57                      | +40:20                       |                              |
| 9.                           | Viktor Shkolnyy              | Vladimir Nakonechnyy         | Lada Samara 21083            | 7:20:42                      | +45:05                       |                              |
| 10.                          | Savvas Hadjisavvas           | Christos Hadjisavvas         | Honda Civic VTEC             | 7:30:11                      | +54:34                       |                              |